# Nijō Morotsugu
Nijō Morotsugu (二条 師嗣) (1356 - 1400), fils du régent Nijō Yoshimoto, est un noble de cour japonais (kugyō) de l'époque de Muromachi (1336–1573). Il occupe à trois reprises la fonction de régent kampaku, de 1379 à 1382, de 1388 à 1394 et de 1398 à 1399. Il est le père des régents Nijō Mitsumoto et Nijō Motonori.